# Cristian Bustos
Cristian Bustos Costa (Alicante, 29 maggio 1983) è un ex calciatore spagnolo, di ruolo centrocampista.

## Carriera
Dopo diversi anni passati nelle serie minori spagnole, tra il 2007 ed il 2009 ha giocato 56 partite nella seconda serie spagnola con il Salamanca. È poi passato al Celta Vigo, con cui ha giocato per tre stagioni consecutive in seconda serie, conquistando nella stagione 2011-2012 una promozione nella Liga. Nella stagione 2012-2013 gioca 7 partite in massima serie al Celta Vigo, per poi passare per sei mesi in prestito allo Sporting Gijón, con cui gioca 15 partite in Segunda División.